# Škoda L (motor)

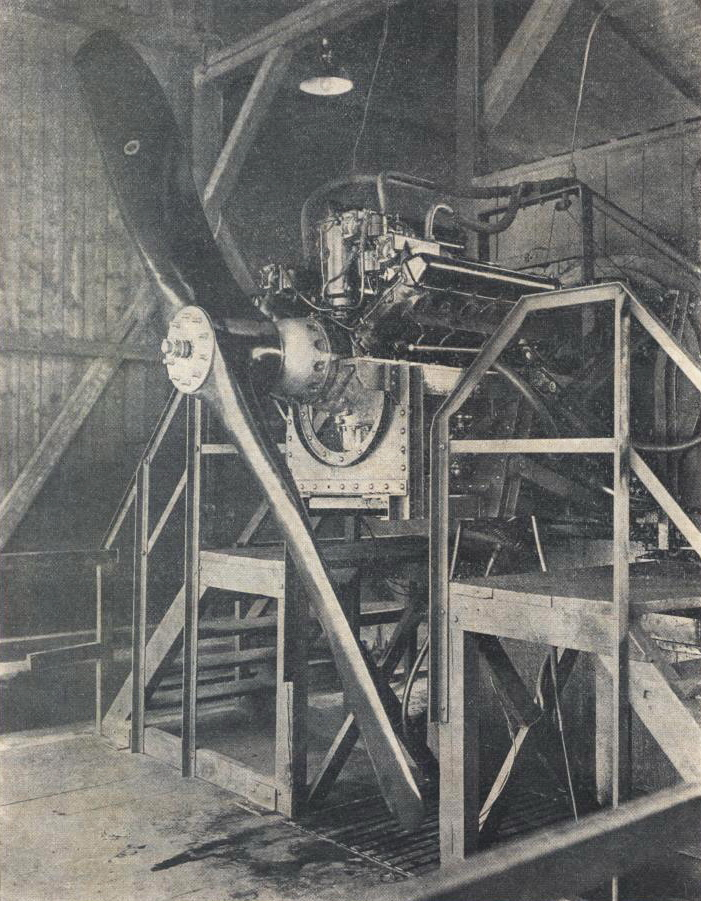
Letecký motor Škoda L s reduktorem Farman na motorové brzdě, před 1929

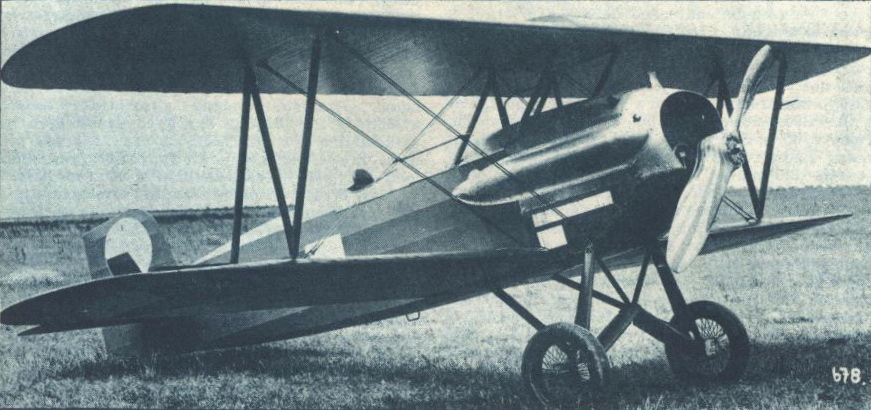
Avia BH-33L s motorem Škoda 500 L

Škoda L byl letecký motor, jenž byl obdobou francouzského typu Hispano Suiza 50, a byl vyráběn plzeňskou firmou Škoda. Motor vznikl na základě zkušeností z licenční výroby motorů Hispano-Suiza 8Fb (ve Škodovce vyráběný jako Škoda HS-300) a Lorraine-Dietrich 12Eb.

## Vznik a vývoj
Od roku 1922 vyráběla plzeňská Škoda v licenci francouzský motor Hispano Suiza HS8Fs o výkonu 220 kW (300 k) při 1800 ot/min (Škoda HS-300). V letech 1922-1928 bylo vyrobeno 300 těchto motorů. Motor konstrukčně vycházel z motoru HS-300 (bloky válců) a motoru Napier Lion (klikový mechanizmus). Jiné zdroje uvádějí, že byl obdobou motoru Hispano Suiza 50, s nímž měl shodný výkon 330 kW (450 k) při 1800 ot/min. V červnu 1924 na mezinárodní letecké výstavě v Praze, kterou uspořádal Aeroklub Republiky Československé, byl poprvé představen nový motor Škoda L. Uspořádání válců bylo do tří řad po čtyřech válcích. Vyráběl se ve verzích Škoda L (motor s přímým náhonem vrtule z roku 1924) a reduktorové Škoda Lr (třetí série z roku 1929).
Vodou chlazený třířadový dvanáctiválec Škoda L byl od roku 1928 používán na sériových letounech Aero A-30. Varianta motoru Lr o výkonu 500 k (367,75 kW) poháněla stíhací letouny Avia BH-33. Verze s motorem Škoda (BH-33L) byla úspěšná u československého letectva, které si prostřednictvím Ministerstva národní obrany objednalo sérii 80 strojů. Po rozbití zbytkového Československa v březnu 1939 tyto stroje převzalo Německo a Slovensko.
Tento motor vlastně patří do produkce Avie z důvodu převzetí Avie koncernem Škoda (1926) a následného sloučení vývoje a výroby leteckých motorů. Vývoj a stavba motorů byla přemístěna do Mladé Boleslavi (1928) a odtud v roce 1931 do nového areálu firmy Avia v Letňanech.

## Použití
- Aero A-11C (jen prototyp)
- Aero A-30
- Avia BH-33L
- Škoda D-1
- Letov Š-22
- Letov Š-116

## Specifikace
Údaje dle 

### Technická data
- Typ: pístový letecký motor s atmosférickým plněním, čtyřdobý zážehový vodou chlazený třířadý dvanáctiválec s válci do W, s přímým náhonem vrtule
- Vrtání válce: 140 mm
- Zdvih pístu: 160 mm
- Zdvihový poměr: (L÷D): 1,143
- Celková plocha pístů: 1847 cm²
- Zdvihový objem motoru: 29 556 cm³
- Hmotnost suchého motoru (tj. bez provozních náplní): 417 kg (L), 472 kg (Lr)
- Spotřeba paliva: 240 g·h−1·k−1 / 326 g·h−1·kW−1

### Součásti
- Rozvod ventilový
- Příprava palivové směsi: karburátor
- Kompresní poměr: 6,00:1
- Mazání: oběžné, tlakové
- Reduktor: 2:1 (typ Lr)

### Výkony
- Výkony:
  - nominální: Typ L - 330 kW (450 k) při 2000 ot/min, Typ Lr - 368 kW (500 k) při 2000 ot/min
  - vzletový: Typ L - 413 kW (562 k) při 2200 ot/min, Typ Lr - 426 kW (580 k) při 2200 ot/min